# مقبرة هيلسايد ميموريال بارك
مقبرة هيلسايد ميموريال بارك (بالإنجليزية: Hillside Memorial Park Cemetery)‏ هي مقبرة يهودية تقع في 6001 شارع ويست سينتينيلا في لوس أنجلوس في ولاية كاليفورنيا بالولايات المتحدة الأمريكية.
دفن بها الكثير من اليهود المشهورين في أمريكا.
من بين من دفن بها: إرفنغ آروزنسون (عازف بيانو جاز) – أليس ألن (ممثلة) – ساندي بارون (ممثلة كوميدية) – جين باري (ممثل).

## أعلام
- ليونارد نيموي
- جيري غولدسميث
- شيلي وينترز
- سوزان بليشيت
- سيد تشاريس